# Ersa (satélite)
Ersa también conocida como Jupiter LXXI, nombre provisional: S/2018 J 1, es un satélite natural exterior de Júpiter. Fue descubierto por Scott S. Sheppard y su equipo en 2018, y se anunció el 17 de julio de 2018, a través de Minor Planet Electronic Circular del Minor Planet Center.
Tiene aproximadamente 3 km de diámetro y tiene un radio de órbita de alrededor de 11 483 000 km; su inclinación orbital es de aproximadamente 30,61°. Pertenece al grupo de Himalia.
Fue nombrado en 2019 después de Ersa, la diosa griega del rocío, hija de Zeus y Selene: Júpiter L  Herse también se nombra para esta diosa . El nombre fue sugerido en un concurso de nombres realizado por  Carnegie Institute en Twitter donde más de 20 tuits sugirieron ese nombre, más significativamente por los usuarios Aaron Quah (@8603103) que enviaron el nombre primero, StSauveur_MoonsProject (@StSauMoons) que son los estudiantes de 12º grado de Saint Sauveur High School en Redon, Francia, quinto grado en la Academia Tradicional Hillside en Columbia Británica, Canadá (presentado en su nombre por @mrgrouchypants), y un niño de 4 años llamado Walter que cantó una canción sobre Ersa (presentado en su nombre por @Thoreson).